# Lomachantha
Lomachantha är ett släkte av tvåvingar. Lomachantha ingår i familjen parasitflugor.
Kladogram enligt Catalogue of Life:
| Lomachantha | \| \| Lomachantha parra \| \| \| \| \| \| Lomachantha rufitarsis \| \| \| \| |
|             | \| \| Lomachantha parra \| \| \| \| \| \| Lomachantha rufitarsis \| \| \| \| |
|             | Lomachantha parra                                                            |
|             |                                                                              |
|             | Lomachantha rufitarsis                                                       |
|             |                                                                              |